# Catherine Gund
Catherine Gund   (Melbourne, 1965) és una productora, directora, escriptora i activista estatunidenca nascuda a Austràlia que va fundar Aubin Pictures el 1996. Les pel·lícules de Catherine Gund s'han presentat a nombrosos festivals de cinema i a les xarxes de televisió nacionals.

## Biografia
Catherine Gund va néixer a Geelong, Austràlia, però va créixer a Ohio. És filla de la filantrop Agnes Gund i el seu primer marit, Albrecht "Brec" Saalfield. Va assistir a la Brown University i va rebre una doble titulació en Art/Semiòtica i Estudis de la Dona i fou membre de Phi Beta Kappa.

## Carrera
Quan es va graduar, Gund es va traslladar a la ciutat de Nova York per fer el Whitney Independent Study Program i es va unir a ACT UP. Va ser cofundadora de DIVA TV (Damned Interfering Video Activist Television), el col·lectiu de vídeos activistes contra la sida afiliat a ACT UP/NY les produccions del qual incloïen Target City Hall, Pride, "'69-89", "Like a Prayer", i "Stop the Church". Durant aquest temps, també es va involucrar amb Paper Tiger Television, un programa setmanal d'accés públic produït col·lectivament, i va col·laborar en programes entre 1987 i 1989.
 Gran part del seu primer treball de vídeo d'aquesta època es conserva a la Biblioteca Pública de Nova York com a part de la seva col·lecció de vídeos d'activistes SIDA.
El treball de vídeo activista de Gund es va centrar en l'activisme contra la sida i la comunitat LGBTQ. El seu treball a principis dels 90 va incloure Bleach, Teach, and Outreach (1989, coproduït amb Ray Navarro) per documentar l'aparició d'un programa d'intercanvi d'agulles patrocinat per la ciutat per combatre la propagació del VIH; Keep Your Laws Off My Body (1990, coproduït amb Zoe Leonard) sobre la censura i la legislació contra la privadesa i els cossos lesbianes; Among Good Christian Peoples (1991, coproduït amb Jacqueline Woodson) basat en l'assaig humorístic de Woodson sobre créixer com a lesbiana negra Testimoni de Jehovà; I'm You, You're Me: Women Surviving Prison Living with AIDS (1992, coproduït amb Debbie Levine); Sacred Lies, Civil Truths (1993, coproduït amb Cyrille Phipps) documenta el dret "religiós" insurgent i la seva àmplia agenda, analitza les seves campanyes per a iniciatives anti-gai a Oregon i Colorado el 1992, també examina qüestions de família i religió a les comunitats de lesbianes i gais; Not Just Passing Through (1994, coproduït amb Polly Thistlethwaite, Dolores Perez, Jean Carlomusto) un documental de quatre parts sobre construccions de la història, la comunitat i la cultura lesbianes; Cuz It's A Boy (1994, sobre l'assassinat de Brandon Teena); Positive: Life with HIV (1993-1995, productor associat sènior i productor de segment) Sèrie de quatre hores de AIDSFILMS sobre el VIH/SIDA dirigida a la comunitat del VIH que cobreix qüestions polítiques, psicosocials, culturals, mèdiques i legals de la vida amb VIH/sida.
El 1996 Gund va fundar Aubin Pictures com a companyia de cinema documental sense ànim de lucre. Va produir la seva primera pel·lícula When Democracy Works aquell mateix any, en un enfocament de tres parts sobre històries d'organització multitemàtica contra el boc expiatori i el fanatisme de la dreta radical en ascens. Tres anys més tard va produir Hallelujah! Ron Athey: A Story of Deliverance sobre l'artista de performance controvertit i iconoclasta Ron Athey, i va codirigir Object Lessons juntament amb Catherine Lord, que utilitza la creació d'una exposició a la galeria per qüestionar les idees rebudes sobre la visibilitat, la comunitat, la cultura i la identitat lesbianes. L'any 2000 va produir On Hostile Ground, un documental sobre tres proveïdors d'avortament que treballen als EUA, a llocs on els proveïdors són escassos i la majoria de les escoles de medicina, hospitals i metges eviten l'avortament, emès a SundanceTV; El 2004 va produir Making Grace, documentant el viatge d'una parella de lesbianes que intentava tenir un nadó.
Les produccions de Gund sota la seva productora cinematogràfica inclouen "Dispatches from Cleveland" sobre com les comunitats de Cleveland es van unir per lluitar per la justícia davant la violència policial després de la mort de Tamir Rice; Chavela sobre la vida i la llegenda de la ranchera lesbiana mexicana Chavela Vargas; Born to fly nominada a l'Emmy: Elizabeth Streb vs. Gravity (abans "How to Become an Extreme Action Hero") sobre la vida i obra de la coreògrafa Elizabeth Streb i  What's On Your Plate?,  un documental dirigit per Gund dues nenes d'onze anys sobre l'alimentació saludable i sostenible des de la perspectiva d'un nen, que es va estrenar al Festival Internacional de Cinema de Berlín i fou projectada al Planet Green de Discovery Channel. El documental de Gund A Touch of Greatness, sobre les pràctiques docents revolucionàries del professor de primària Albert Cullum, va ser nominat a un Emmy. La pel·lícula també va guanyar els premis al millor documental al Festival Internacional de Cinema de Hamptons. La seva pel·lícula més recent, Aggie, és un llargmetratge documental que explora el nexe de l'art, la raça i la justícia a través de la història de la gran col·leccionista d'art Agnes. "Aggie” Gund. La pel·lícula narra l'impressionant viatge d'Agnes Gund per vendre un quadre de Roy Lichtenstein per invertir en imaginació i acabar amb l'empresonament massiu a través del Art for Justice Fund, alimentant artistes i activistes que treballen a l'avantguarda del moviment. La pel·lícula es va estrenar al Festival de Cinema de Sundance el 2020 i es va estrenar a les sales l'octubre del 2020.
Els seus documents i vídeos s'han presentat en nombrosos programes de televisió i pel·lícules, com ara VICE Special Report: Countdown to Zero, How to Survive a Plague, United in Anger, i el documental de 2012 Koch.
Gund forma part dels consells d'administració de diverses organitzacions, com ara Art for Justice, Art Matters, Bard Early Colleges, Osa Conservation i The George Gund Foundation. També és membre fundadora de la Fundació de la Tercera Onada, una organització centrada a donar suport a les activitats de dones joves i joves transgènere. Va ser la directora fundadora de BENT TV, el taller de vídeo per a joves LGBTQI, i va formar part de les juntes fundadores d'Iris House, Working Films, Reality Dance Company i The Sister Fund. Anteriorment, Gund ha estat membre dels consells d'administració de MediaRights.org, The Robeson Fund of the Funding Exchange, The Vera List Center for Art and Politics at the New School i Astraea Foundation.

## Filmografia
- Aggie (2020)
- America (2019)
- Dispatches from Cleveland" (2017)
- Chavela (2017)
- BORN TO FLY: Elizabeth Streb vs. Gravity (2014)
- What's On Your Plate? (2009)
- Sesame Street: Rhyme Time (2009)
- Motherland Afghanistan (2006) - com a productor[22]
- Making Grace (2004)
- Touch of Greatness (2004) - com a productor[23]
- On Hostile Ground (2000)
- Object Lessons (1999)
- Hallelujah! Ron Athey: A Story of Deliverance (1998)
- When Democracy Works (1996)
- Positive: Life with HIV (1993-1995)
- Cuz It's Boy (1994)
- Western Artists/African Art: The Artists Speak (1994)
- Not Just Passing Through (1994)
- B.U.C.K.L.E. (1993)
- Sacred Lies, Civil Truths (1993)
- I'm You, You're Me: Women Surviving Prison Living with AIDS (1992)
- AIDS Activist Videotape Collection (1987 - 1992) documents the Montreal AIDS conference among other documents and candid encounters captured during the AIDS crisis.
- Among Good Christian Peoples (1991)
- DIVA TV (1989-1991) inclou"Target City Hall", "Pride", "Like a Prayer", "'69-'89", and "Stop the Church"
- Keep Your Laws Off My Body (1990)
- Ends and Means (1990) Produït per Catherine Gund i DeeDee Halleck. Documenta els procediments de la conferència anticomunista a la Universitat Harvard. Video.
- Bleach, Teach, and Outreach (1989) co-productora (amb Ray Navarro).
- Paper Tiger Television (1988)

## Premis
- Premi Joan Shaw Herman Arxivat 2018-04-03 a Wayback Machine., 2018
- Educational Video Center Honoree, 2016
- John Dewey Award for Distinguished Public Service - Bard College, 2016
- Vision Award - New York Women's Foundation, 2015
- Festival Internacional de Cinema de Cleveland (CIFF) Premi Someone to Watch, 2005